# TV Land
TV Land, originariamente Nick at Nite's TV Land, è un canale televisivo via cavo statunitense lanciato il 29 aprile 1996. È di proprietà di Paramount Media Networks, sussidiaria di Paramount Skydance Corporation, che possiede anche Paramount Pictures e canali come MTV e Nickelodeon.

## Storia
Originariamente il suo palinsesto consisteva di soli programmi televisivi classici, oltre alla presenza ogni anno di un talk show fino al 2007 e alla presenza di alcuni reality show fino al 2010. Attualmente la rete trasmette una combinazione di programmi classici, serie TV originali e talvolta film.

## Serie TV originali

### Talk Show
- ALF's Hit Talk Show (2004)
- Sit Down Comedy with David Steinberg (2005-2007)
- The Jim Gaffigan Show (2015-2016)

### Reality Show
- Chasing Farrah (2005)
- I Pity the Fool (2006)
- She's Got the Look (2008-2010)
- Family Foreman (2008)
- The Cougar (2009)
- How'd You Get So Rich? (2009-2010)
- Forever Young (2013)
- High School Reunion (2003-2010)

### Serie Tv
- TV Land: Myths and Legends (2007-2008)
- The Big 4-0 (2008)
- Hot in Cleveland (2010-2015)
- Harry Loves Lisa  (2010)
- Vi presento i miei (Retired at 35) (2011-2012)
- Happily Divorced (2011-2013)
- The Soul Man (2012-2016)
- Kirstie (2013-2014)
- The Exes (2011-2015)
- Jennifer Falls (2014)
- Younger (2015-2021)
- Impastor (2015-2016)
- Teachers (2016-2019)
- Lopez (2016-2017)
- Nobodies (2017-2018)

### Altro
- Living In TV Land (2004-2006)
- Make My Day (2009)
- First Love, Second Chance (2010)
- Generation Boom (?-?)
- Here's the Story (?-?)
- Nicole's Fan Hour (?-?)
- My First Time (2006-?)
- That's What I'm Talking About (?-?)
- Oddly Confidential (2005-2007)
- War Legends (?-?)
- Back To the Grind (2007-?)